# Mark Rudan
Mark Rudan (født 27. august 1975) er en tidligere australsk fodboldspiller.